# Hydroporus nigellus
Hydroporus nigellus är en skalbaggsart som beskrevs av Mannerheim 1853. Hydroporus nigellus ingår i släktet Hydroporus och familjen dykare. Arten är reproducerande i Sverige. Inga underarter finns listade i Catalogue of Life.